# Église Saint-Georges de Saint-Georges-de-la-Couée
L'église Saint-Georges est une église située à Saint-Georges-de-la-Couée, dans le département français de la Sarthe.

## Historique
Les premières pierres de l’église de la paroisse de Saint-Georges-de-la-Couée furent posées au XIe siècle. L’église initiale était un simple oratoire avec une porte sans ornement qui s’ouvrait à l’ouest. À l’est s’appuyait l’autel éclairé de fenêtres étroites. Les murs latéraux étaient éclairés en leur centre par une simple fenêtre allongée et très étroite.
Dès le XIIe siècle, ce modeste oratoire fut agrandi pour accueillir une population toujours plus nombreuse. On suréleva les murs d’environ 2 mètres, on allongea la nef d’une douzaine de mètres, on pratiqua dans les murs des ouvertures romanes et on construisit une abside voûtée dite « en cul-de-four ».
Au XVIe siècle fut construite la chapelle à deux travées située au sud. Le projet fut soutenu et mené à terme grâce à la volonté de Monsieur Jacques Coueffé, receveur général de la famille seigneuriale de Clermont, de Pierre Gigoul, procureur de la fabrique de Saint-Georges, et de Pierre Ragueneau, prêtre fermier de la cure. La chapelle fut financée par l’ensemble des paroissiens et par la famille de Clermont, seigneurs de Saint-Georges.
L'église est classée au titre des monuments historiques depuis le 6 avril 1968.

## Description

### La nef
La nef du XIIe siècle est épurée et apparaît nue et sans chaleur. Pour autant, sous l’enduit de plâtre se cachent des fresques des XVe et XVIe siècles que l’on devine par endroits. Dans cette nef, on peut voir des statues du XVIIe de saint Augustin et de sainte Marguerite réalisées par le sculpteur manceau Joseph Coëffeteau. Les stations du chemin de croix sont des lithographies de la seconde moitié du XIXe siècle de la maison Turgis à Paris.
Avant la chaire du XIXe, un tableau donné à l’église au XVIe siècle par dame Michelle Huguet, dame de Saint-Sénard et veuve du sieur Richer propriétaire du fief de Saint-Sénard (actuel Saint-Fraimbault, hameau situé à 4 km du bourg de Saint-Georges) où elle est représentée à genoux habillée à la mode de son temps, celui de Charles IX. Après la chaire, un ensemble en terre cuite de 1597 représentant « saint Georges terrassant le dragon devant la princesse de Trebizonde » (groupe en terre cuite réalisé par l’atelier de Matthieu Dyonise, sculpteur au Mans).

### Le chœur
Dans le chœur, les trois colonnes du XIIe siècle (la quatrième colonne fut détruite à la construction de la chapelle) sont surmontées de chapiteaux sculptés. Outre un chapiteau « fleuri » de facture naïve, les scènes des deux autres chapiteaux représentent  deux forgerons occupés à forger une pièce sur une enclume et en face, le martyre du prophète Daniel (Daniel dans la fosse aux lions). Ces colonnes ont été édifiées dans le but d’accueillir une voûte romane. Celle-ci ne sera construite que 400 ans plus tard, mais dans un style renaissance. À la clef de cette voûte ont été sculptées les armes de la famille de Clermont, seigneur de Gallerande, qui seront les seigneurs de Saint-Georges-de-la-Couée de 1386 environ à 1650.
Derrière l’autel, offert à la paroisse par la famille de Montesquiou Fezensac, deux statues du XVIIe siècle : la Vierge de douleur et saint Jean.

### La chapelle latérale
La chapelle latérale fut construite au XVIe siècle. Les travaux furent entrepris en 1540 et achevés en 1576. Au cours de ces travaux, une piscine à deux évacuations fut construite à la jonction entre le chœur et la chapelle. Cette piscine, ou lavabo, servait à la purification des objets du culte de l’eucharistie, ainsi qu’à la purification des mains de l’officiant.
La chapelle à deux travées, bien que de style gothique dans sa construction, est fortement empreinte du cachet de la Renaissance par ses ornementations et ses sculptures. La première travée ouvre en ogive sur le sanctuaire. Du point d’intersection des nervures descend un pendentif en pierre chargé de fruits et de feuillages, portant sur une des faces un blason « écartelé » qui représente les armes de Thomas de Clermont, seigneur de Saint-Georges au XVIe siècle. Au-dessus de l’autel est une grande fenêtre en plein cintre divisée par un meneau ; l’arc est orné de quelques fragments de vitraux peints de l’époque.
Dans cette chapelle, on peut admirer une Vierge à l’Enfant en bois, probablement de la fin du XIIIe - début du XIVe siècle ; la Vierge est couronnée d’un diadème, la tête encadrée dans un voile d’où s’échappent deux longues mèches de cheveux. La Vierge approche de son sein pour l’allaiter le divin enfant. L’auteur de cette œuvre est inconnu, mais il avait un talent certain et l’histoire aurait mérité de garder son nom en mémoire. Présence également d'une crédence du XVIe siècle ayant accueilli un reliquaire contenant quelques fragments de la tête de saint Fraimbault.

### L'extérieur
Sur le côté sud de l'église, on peut voir au-dessus de la porte de la chapelle les restes du blason des armes de la famille de Clermont d’Amboise, une branche des Clermont Gallerande. Cette famille cousine des Clermont de Saint-Georges a très probablement participé financièrement à la construction de la chapelle.
À noter le clocher couvert en bardeaux de châtaignier refendu. Quant à la cloche que ce clocher enferme, elle fut offerte à la paroisse par la famille de Montesquiou Fezensac. Sa bénédiction eut lieu le 21 juillet 1816 et elle est baptisée Clodoalde Éloïde.